# 莱默尼
莱默尼（法語：Les Menus，法語發音：[le məny] ⓘ）是法国奥恩省的一个市镇，位于该省东部偏南，属于莫尔塔涅欧佩什区。

## 地理
莱默尼（48°31'27"N, 0°56'3"E）面积11.81 平方千米，位于法国诺曼底大区奧恩省，该省份为法国西北部内陆省份，北起顺时针与卡爾瓦多斯省、厄尔省、厄尔-卢瓦省、萨尔特省、马耶讷省和芒什省接壤。
与莱默尼接壤的市镇（或旧市镇、城区）包括：方丹西蒙、马努、穆捷欧佩什、勒帕圣约梅、隆尼莱维拉日。

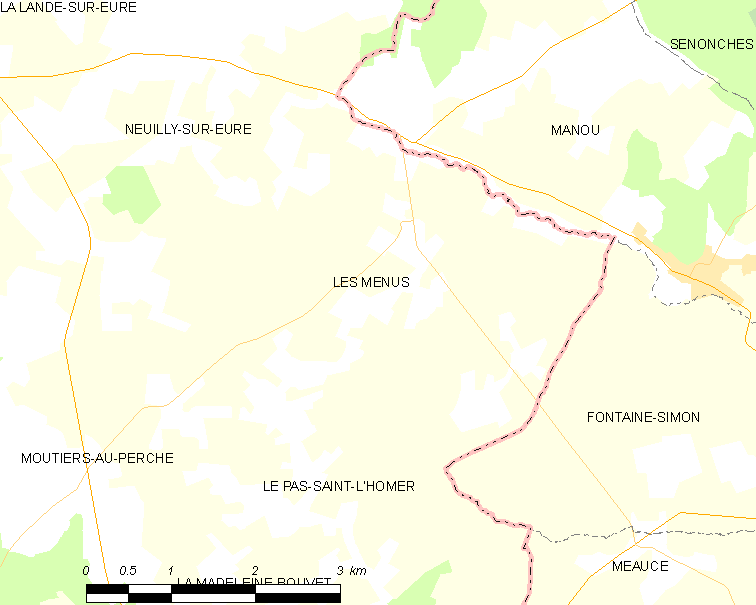
莱默尼的OSM定位图

莱默尼的时区为UTC+01:00、UTC+02:00（夏令时）。

## 行政
莱默尼的邮政编码为61290，INSEE市镇编码为61274。

## 政治
莱默尼所属的省级选区为图鲁夫尔欧佩什县。

## 人口

1962-2008年间莱默尼人口变化图示

莱默尼于2022年1月1日时的人口数量为241人。